# Заречное (Глубоковский район)
Заречное (каз. Заречное) — село в Глубоковском районе Восточно-Казахстанской области Казахстана. Входит в состав Веселовского сельского округа. Код КАТО — 634041200.

## Население
По переписи 1989 г. в селе проживало 296 человек. Национальный состав: немцы - 68%.
В 1999 году население села составляло 304 человека (154 мужчины и 150 женщин). По данным переписи 2009 года, в селе проживало 310 человек (168 мужчин и 142 женщины).